# Commodore 65

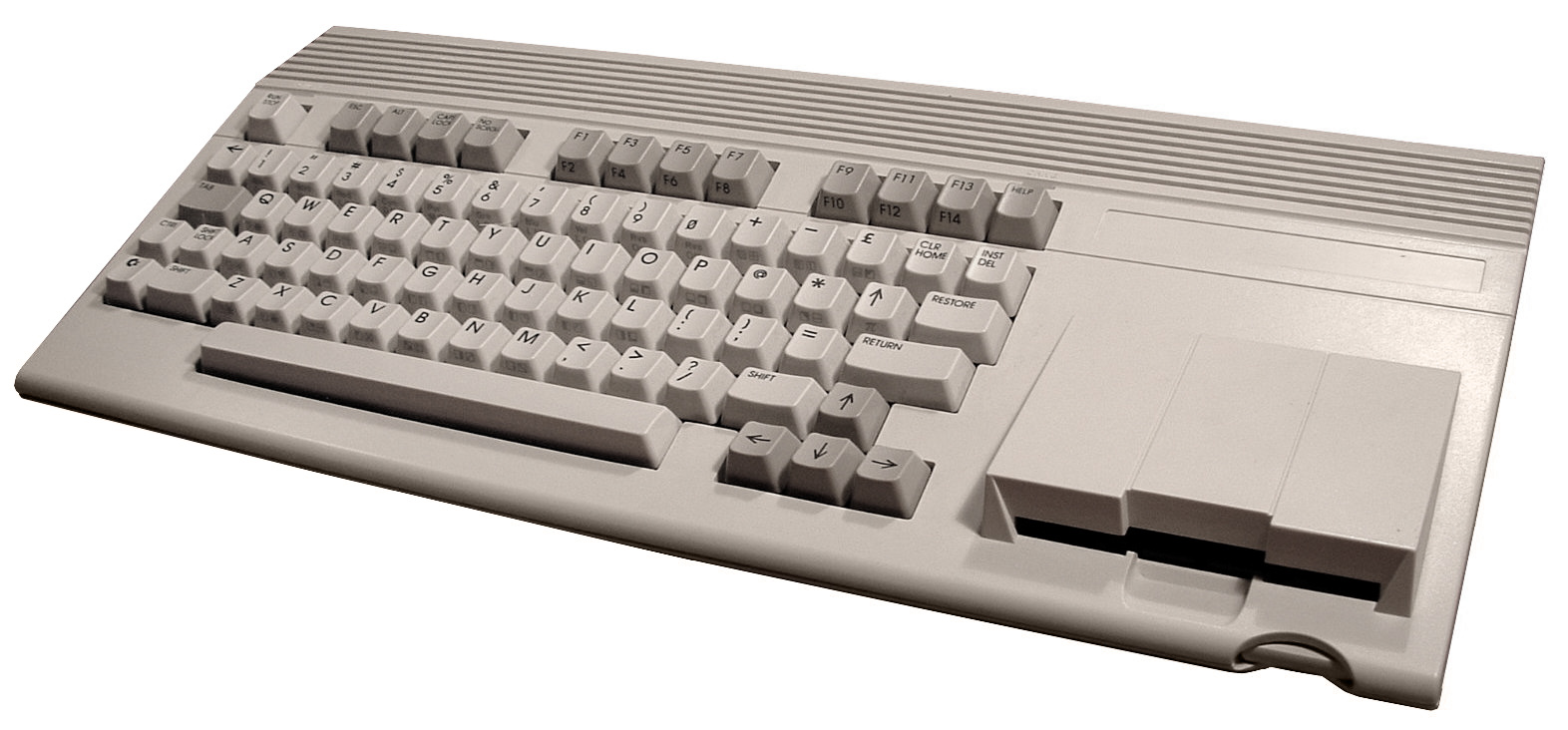
Commodore 65

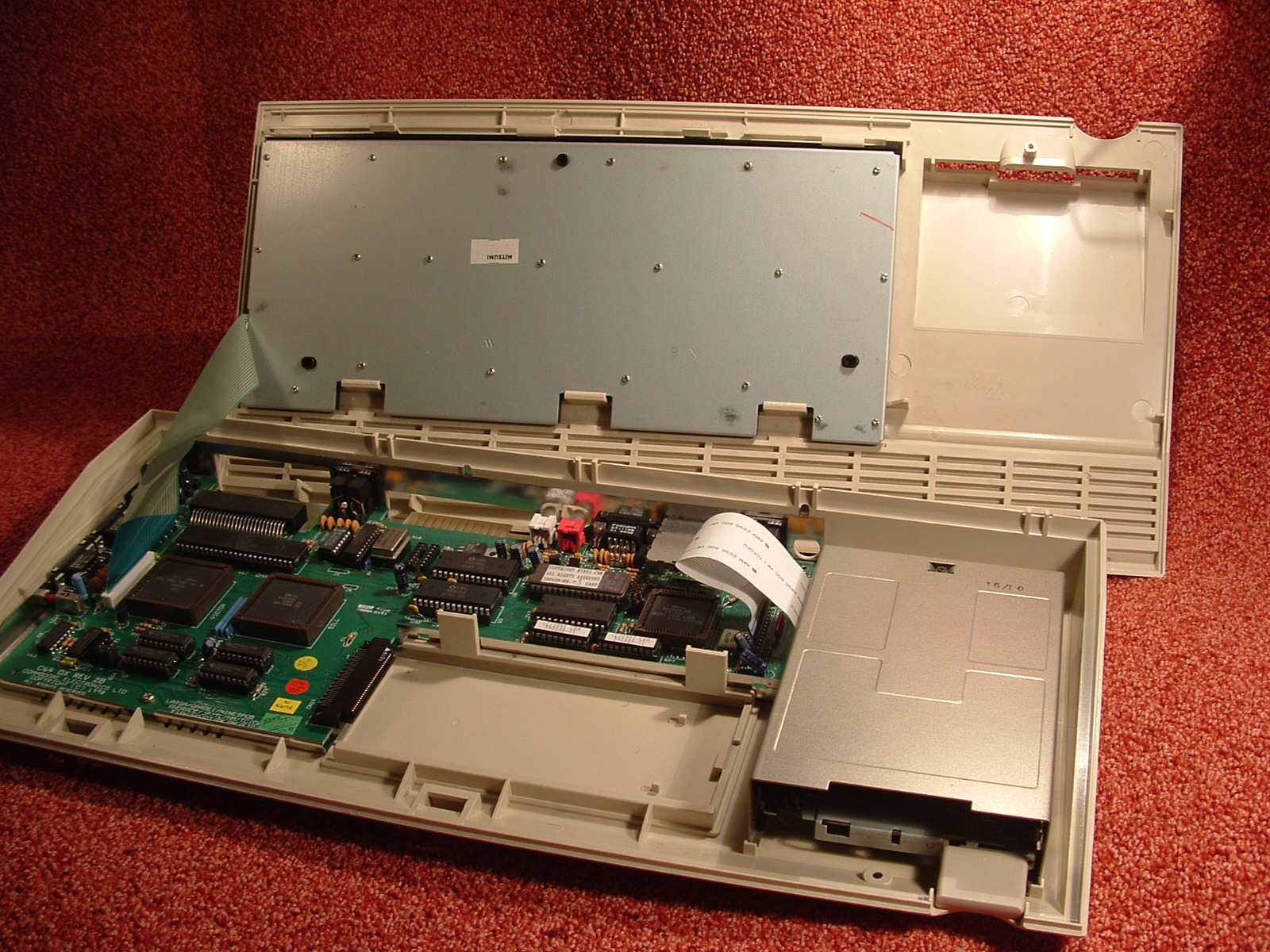
C65 mit geöffnetem Gehäuse

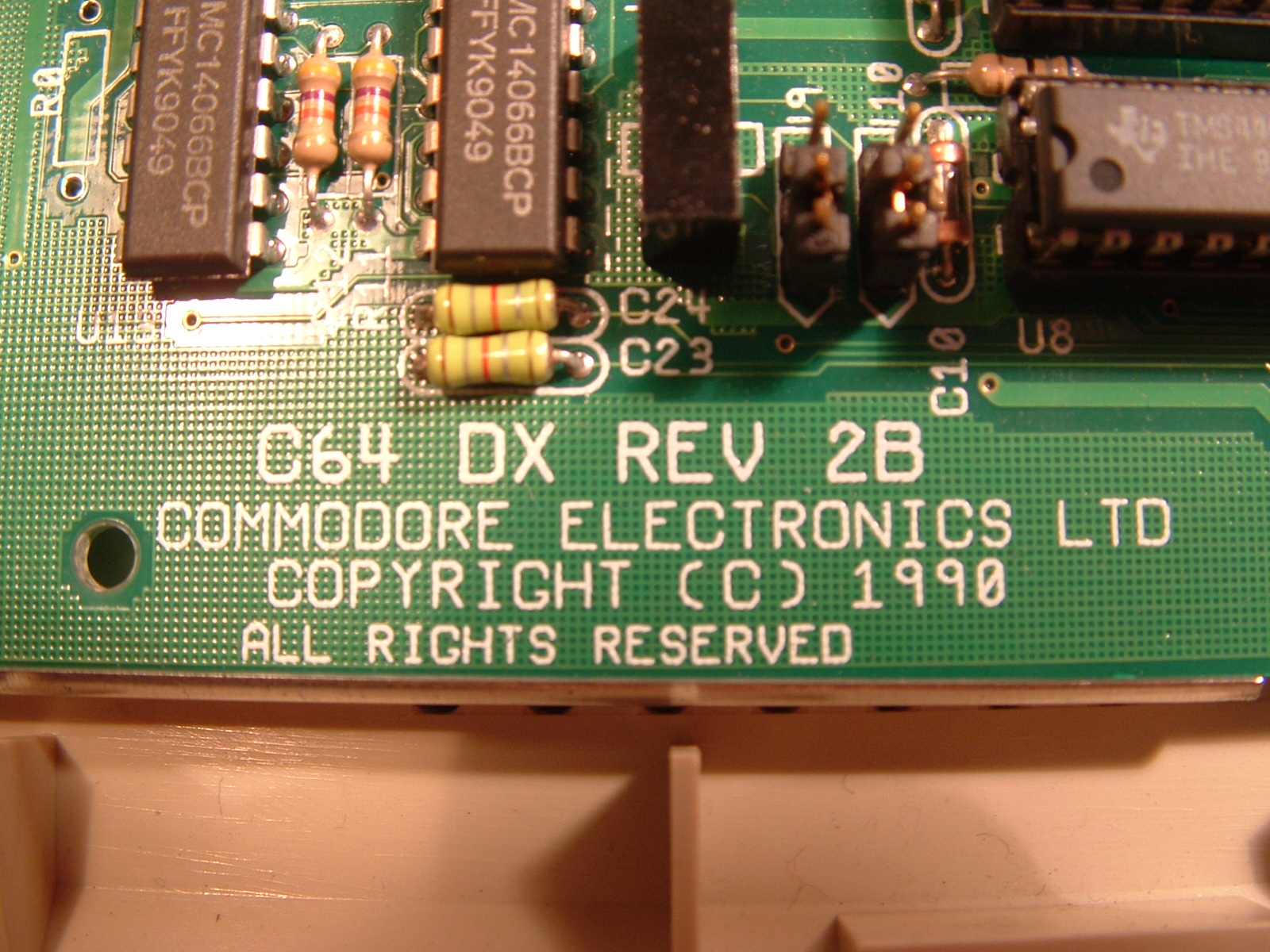
Beschriftung auf dem Mainboard

Der Commodore 65 (kurz C65) war ein nie zur Serienreife gebrachter 8-Bit-Heimcomputer des US-amerikanischen Herstellers Commodore International, der 1991 als Nachfolger des Commodore 64 auf den Markt kommen sollte. Der intern als C64DX Development System bezeichnete C65 sollte zum C64 softwarekompatibel sein und mit einer Weiterentwicklung des 8-Bit-Mikroprozessors MOS Technology 6502, 128 KB Arbeitsspeicher (RAM), 128 KB Festspeicher (ROM) sowie mit gegenüber dem C64 verbesserten Spezialbausteinen für die Bild- und Tonausgabe ausgestattet werden. Eine Erweiterung der Funktionalität der Schnittstellen war ebenfalls vorgesehen. Zur Bedienung und Programmierung des Rechners wurde die Entwicklung eines neuen Dialekts der Programmiersprache BASIC namens Commodore BASIC V10.0 in Auftrag gegeben. Außerdem sollte der C65 über ein neues Gehäusedesign mit einem integrierten 3½-Zoll-Diskettenlaufwerk verfügen.
Um den eigenen 16-Bit-Heimcomputern, allen voran dem Amiga 500 sowie dem Amiga 500 Plus, keine hausinterne Konkurrenz zu schaffen, verzichtete der Hersteller jedoch auf eine Markteinführung des Rechners. Es existieren nur wenige Prototypen, die aufgrund ihrer Seltenheit heute einen hohen Sammlerwert besitzen.

## Geschichte
Nach der Insolvenz von Commodore im Jahr 1994 wurden sämtliche bis dahin gebauten Prototypen des C65 verkauft, die sich heute als gesuchte und geschätzte Raritäten in der Hand von Sammlern befinden. Die Angaben über die im Umlauf befindlichen Stückzahlen variieren zwischen 50 und 1000 Stück. Realistisch ist jedoch eine Menge von nicht mehr als 250 Geräten.
Nicht ganz klar ist, warum Commodore den C65 entwickelte, da bereits 1987 mit dem Amiga 500 ein sehr ähnliches Gerät existierte. Vermutungen gehen dahin, dass der ungebrochene Erfolg des Commodore 64 einen dedizierten Nachfolger unumgänglich erscheinen ließ, da die Amiga-Serie nicht mit der Soft- und Hardware des 64ers kompatibel war. Es wäre sicher ein Kaufargument für viele Benutzer gewesen, wenn sie die vorhandenen Gerätschaften sowie Programme weiterhin hätten benutzen können. Commodore hatte den Amiga jedoch quasi fast fertig entwickelt zugekauft. Der Amiga war zunächst als Spielkonsole gedacht. Commodore änderte das Design bekanntlich in einen vollwertigen Homecomputer, der in zueinander kompatiblen Versionen auch für anspruchsvolle Büroanwendungen genügen sollte. Doch aus der Nische des Homecomputers fand der Amiga, mit Ausnahme professioneller Video-Anwendungen, nie wirklich heraus. Für den C64 brauchte man indes mehr eine Weiterentwicklung als einen Nachfolger. Die ersten Pläne zu dessen Entwicklung wurden bereits vor dem Erwerb des Amiga erstellt.

## Technische Eigenschaften
Die Prototypen des C65 befinden sich allesamt in jeweils unterschiedlichen, sehr frühen Entwicklungsstadien. So ist zum Beispiel das eingebaute Commodore BASIC V10.0 noch sehr fehlerhaft und weist zum Teil noch erhebliche Lücken auf. Auch die vorgesehene Kompatibilität zum C64 ist bei weitem noch nicht erreicht. Eigentlich waren diese Vorserienmodelle auch nur als Muster für Entwickler und die Presse gedacht.

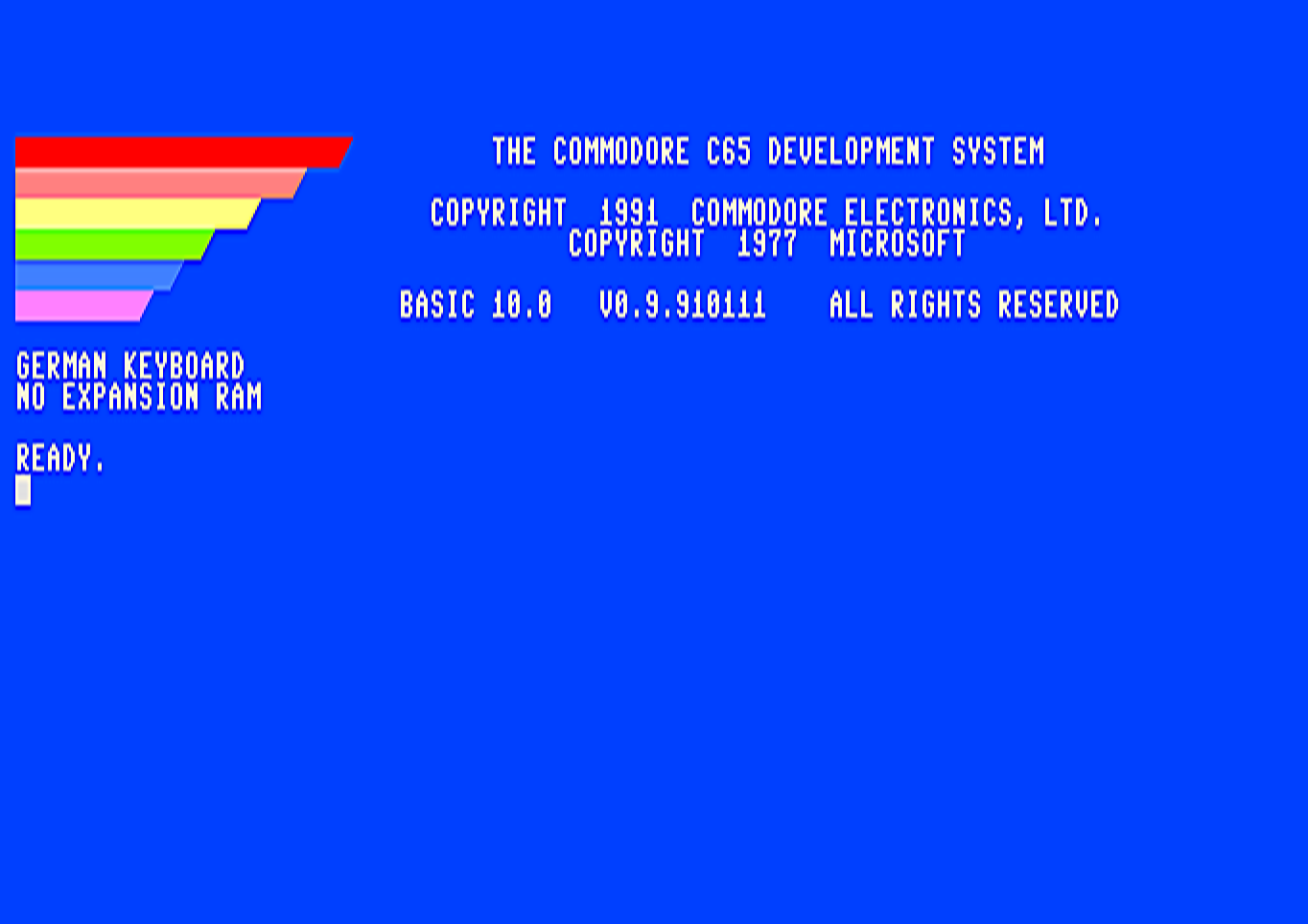
Startbildschirm des C65

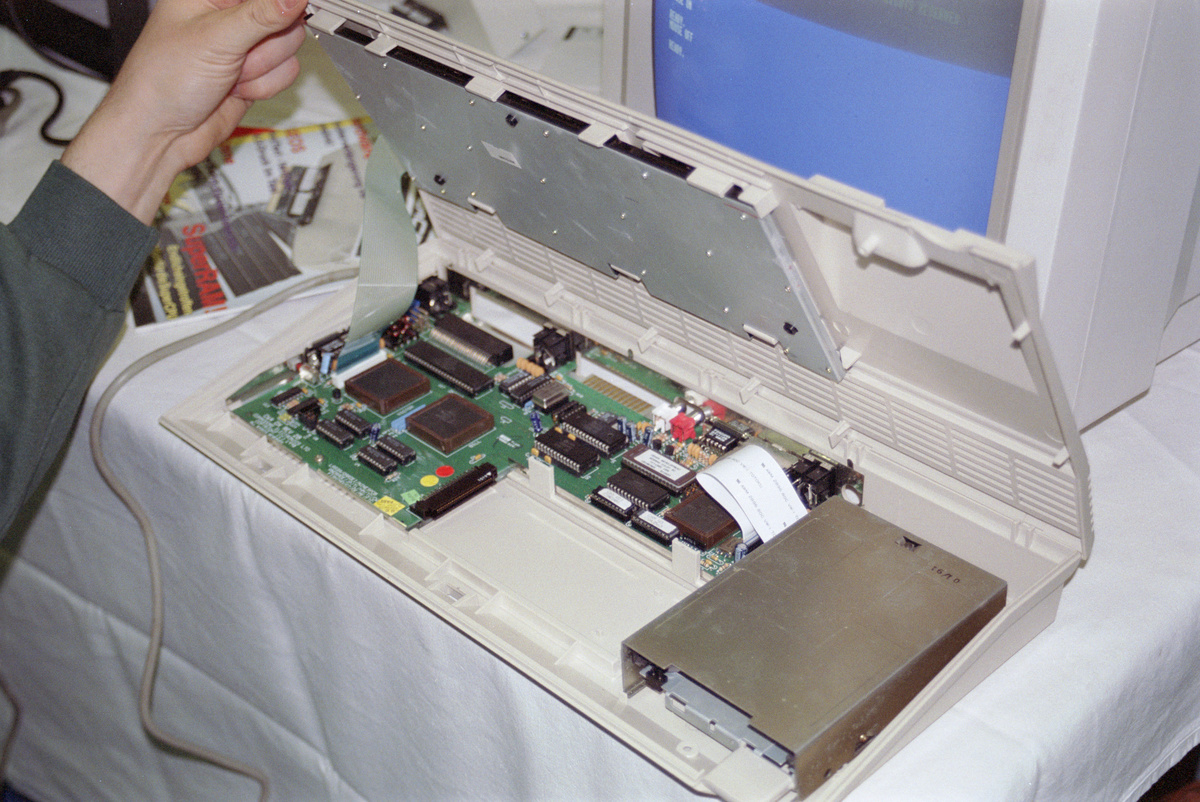
Geöffneter Commodore-65-Prototyp, auf der rechten Seite sieht man das Diskettenlaufwerk

### Merkmale
- Prozessor: CSG 4510 („Victor“)
- Taktfrequenz: 3,54 MHz
- 128 KB ROM
  - enthält: C64 Kernel, BASIC 2.2, BASIC 10.0, DOS, Zeichensätze mit länderspezifischem Tastatur-Layout
- 128 KB RAM, mit RAM-Karte erweiterbar auf bis zu 8 MB
- Videochip: CSG 4567 („Bill“ oder VIC-III)
  - unterstützt alle Videomodi des VIC II
  - max. 256 Farben aus einer Palette von 4096
  - Textmodi mit 40/80 Zeichen × 25 Zeilen
  - Grafikauflösungen von 160 × 200 bis 1280 × 400 Pixel
  - Kompletter C64 Grafik Mode enthalten
  - synchronisierbar mit externer Videoquelle (Genlock)
  - integrierter DMA-Controller (Bit blit)
- DMA-Custom-Chip „DMAgic“
- Floppy Disk Controller („FDC“) F011 (CSG 4571 bzw. 4581)
- Tastatur mit 77 Tasten und abgesetztem Cursorblock
- SID CSG8580 mit 2 × 3 Stimmen (Kanäle gemixt, keine getrennte Stereo-Ausgabe)
  - getrennte Regelung für Lautstärke, Filter und Modulation
- Erweiterungsmöglichkeiten: Modulsteckplatz, User-Port, Speichererweiterungs-Anschluss an der Unterseite
- Ein-/Ausgabe: RGB, Modulsteckplatz, Userport, zwei Joystick-Ports, Fernsehanschluss (TV-Modulator), RGB, Video-Port mit Composite und S-Video-Signal (beinhaltet auch Audio), Serieller Port für Drucker und Diskettenlaufwerke

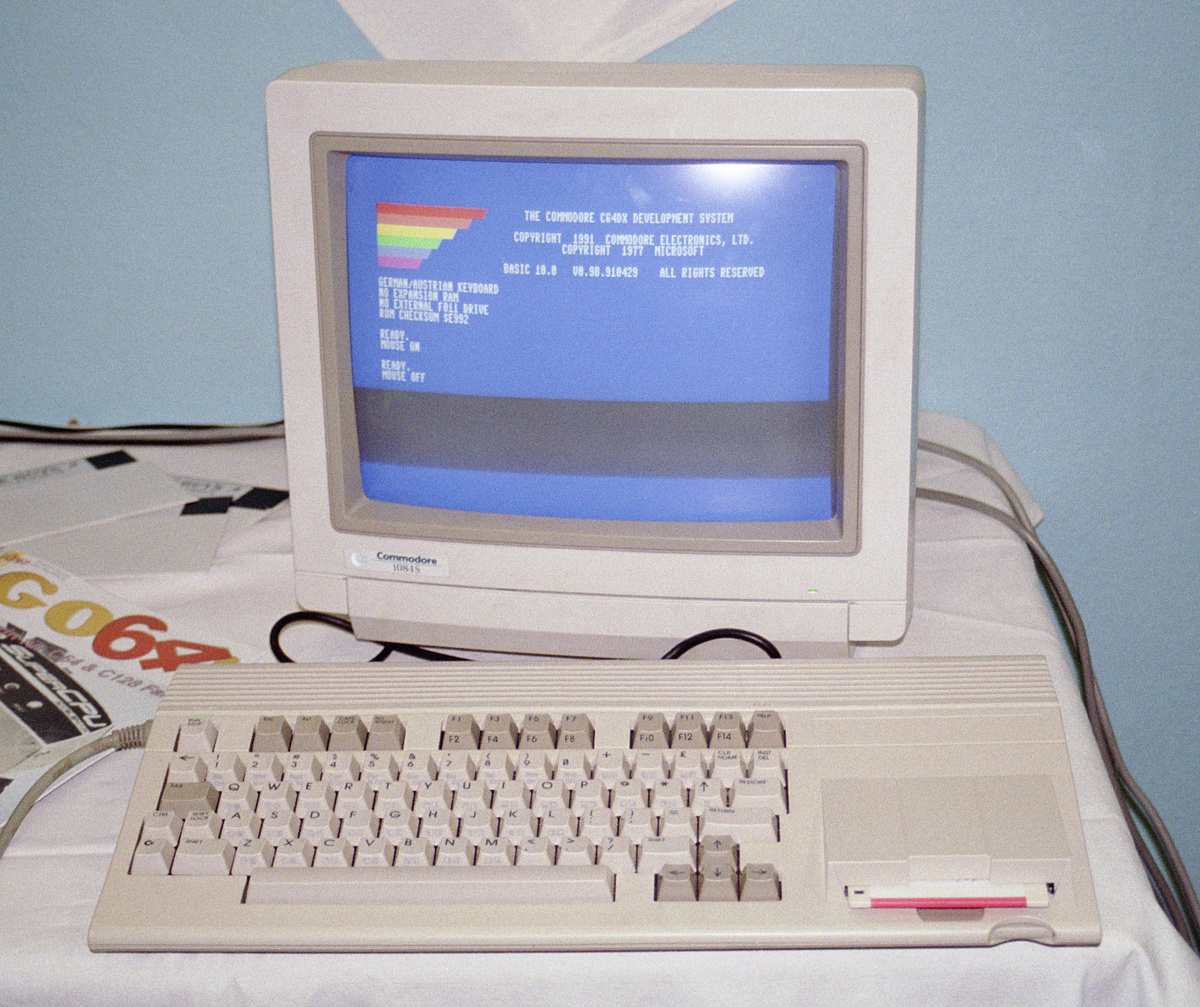
C65 in Aktion

### Prozessor
Als Prozessor wurde mit dem CSG 4510 eine Weiterentwicklung des MOS 65CE02 eingesetzt, da der seinerzeit aktuelle Motorola 68000 keine Kompatibilität zum C64 gewährleisten konnte. Der Prozessor wird mit 3,54 MHz getaktet und hat zwei CIAs vom Typ 6526 integriert. Der ursprüngliche 8-Bit-Befehlssatz wurde um einige 16-Bit-RMW-Befehle erweitert, und relative Sprünge und Unterprogrammaufrufe können ebenfalls mit einem 16-Bit-Offset adressiert werden. Somit ist der CSG 4510 eine um 16-Bit-Funktionen erweiterte 8-Bit-CPU. Da nach wie vor auch der komplette Befehlssatz aus dem MOS 6502 enthalten ist, ist der C65 weitgehend binärkompatibel zum C64. Lediglich einige bekannte, undokumentierte Opcodes des MOS 6502 funktionieren hier nicht mehr, dafür hat der CSG 4510 andere undokumentierte Features.

### Chipsatz
Ähnlich wie der Amiga hat der C65 verschiedene Co-Prozessoren mit besonderen Aufgaben, und ebenso wie beim Amiga hat man diesen eigene Namen gegeben:
- VICTOR: Hauptprozessor CSG 4510
- BILL: VIC-III (Grafikprozessor) CSG 4567
- DMAGIC: DMA-Controller CSG 390957
- FDC: Diskettenlaufwerks-Controller CSG 4571 bzw. 4581
- programmierbare PAL-ICs ELMER (ab Rev. 2A) und IGORI (ab Rev. 2B rechts neben Elmer). Ab Rev. 3 zusammengefasst zu einem IC.

(CSG = Commodore Semiconductor Group, vorher bekannt unter dem Namen MOS Technology)

Customchips
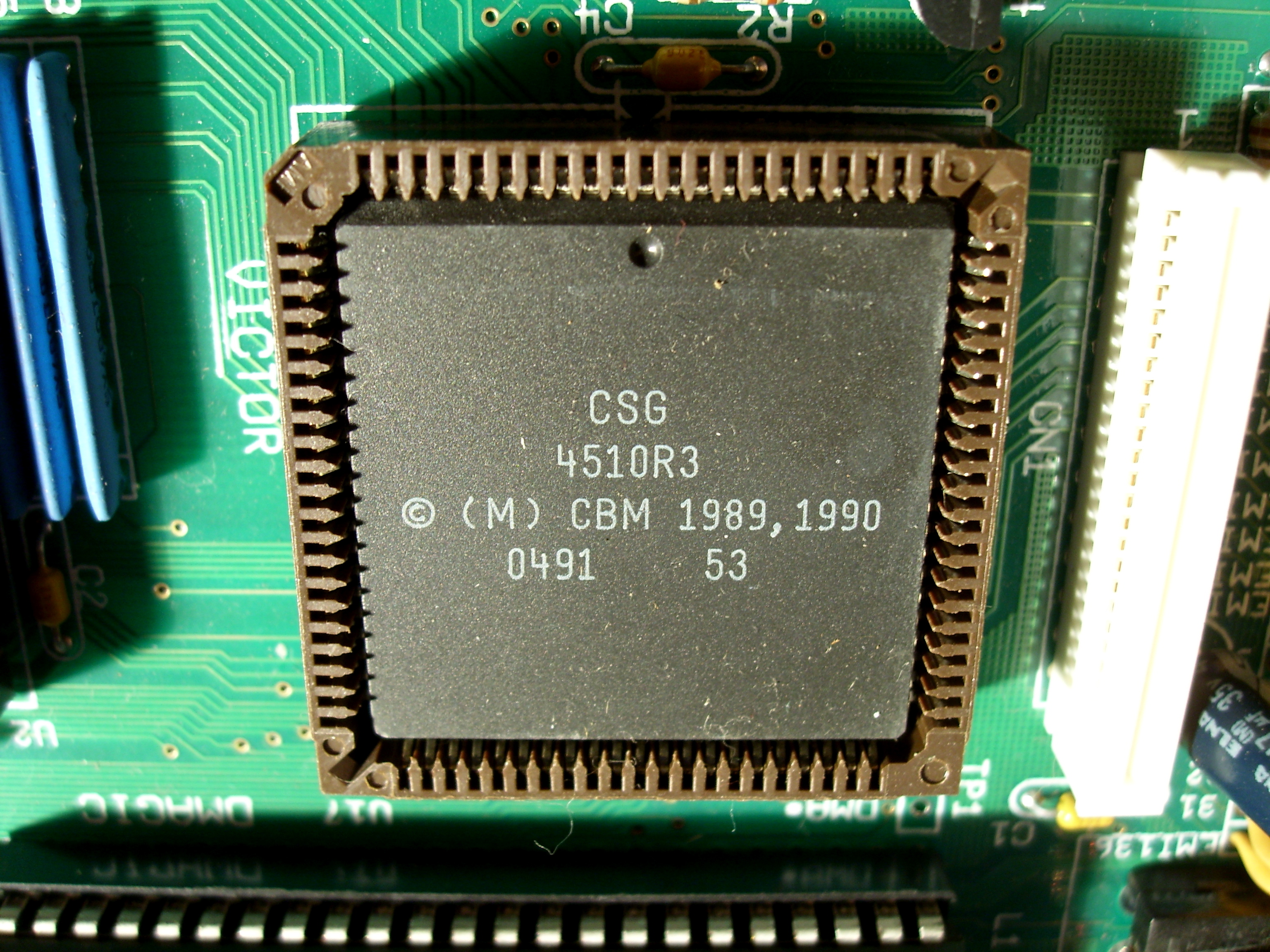
Victor
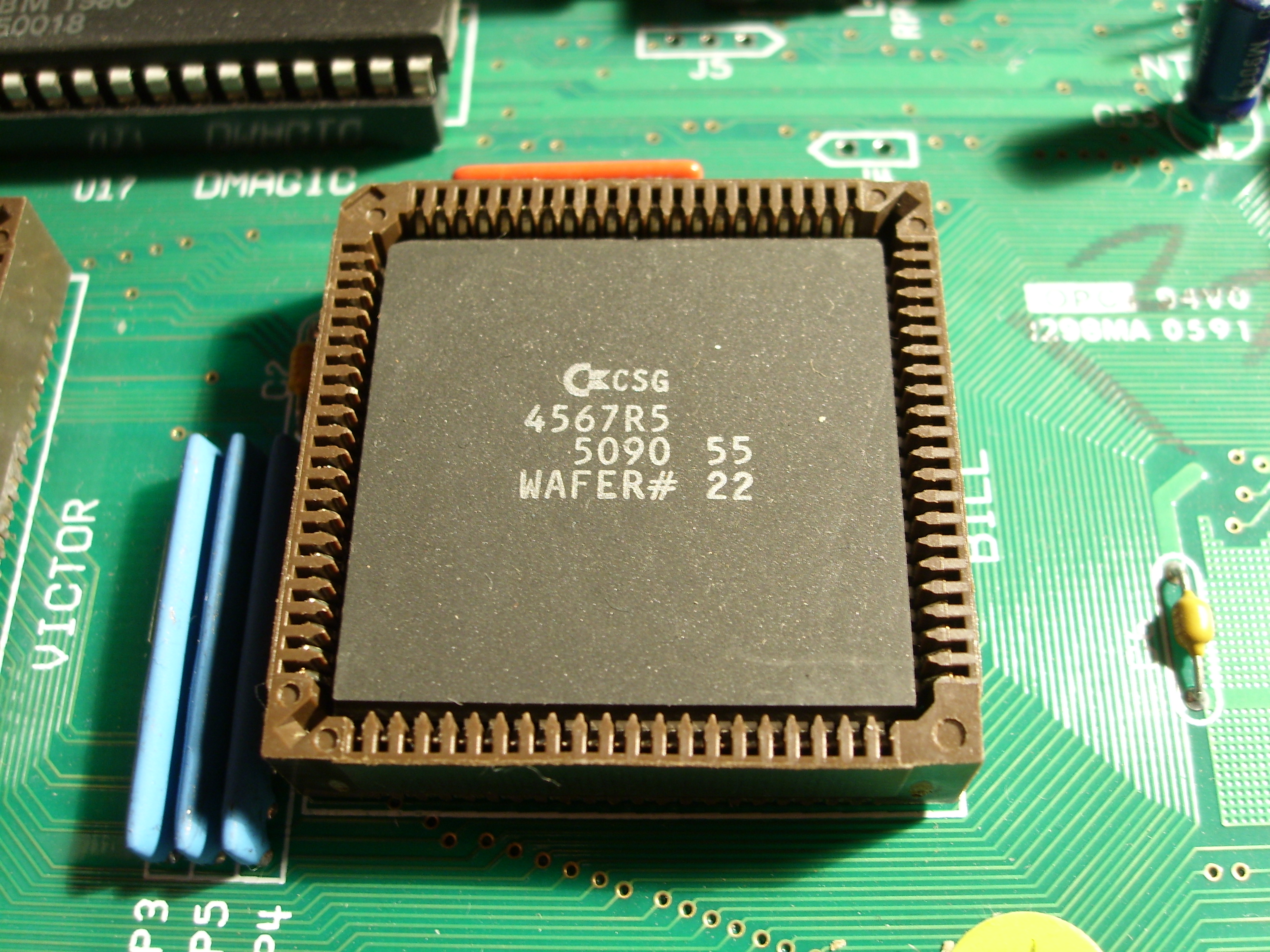
Bill
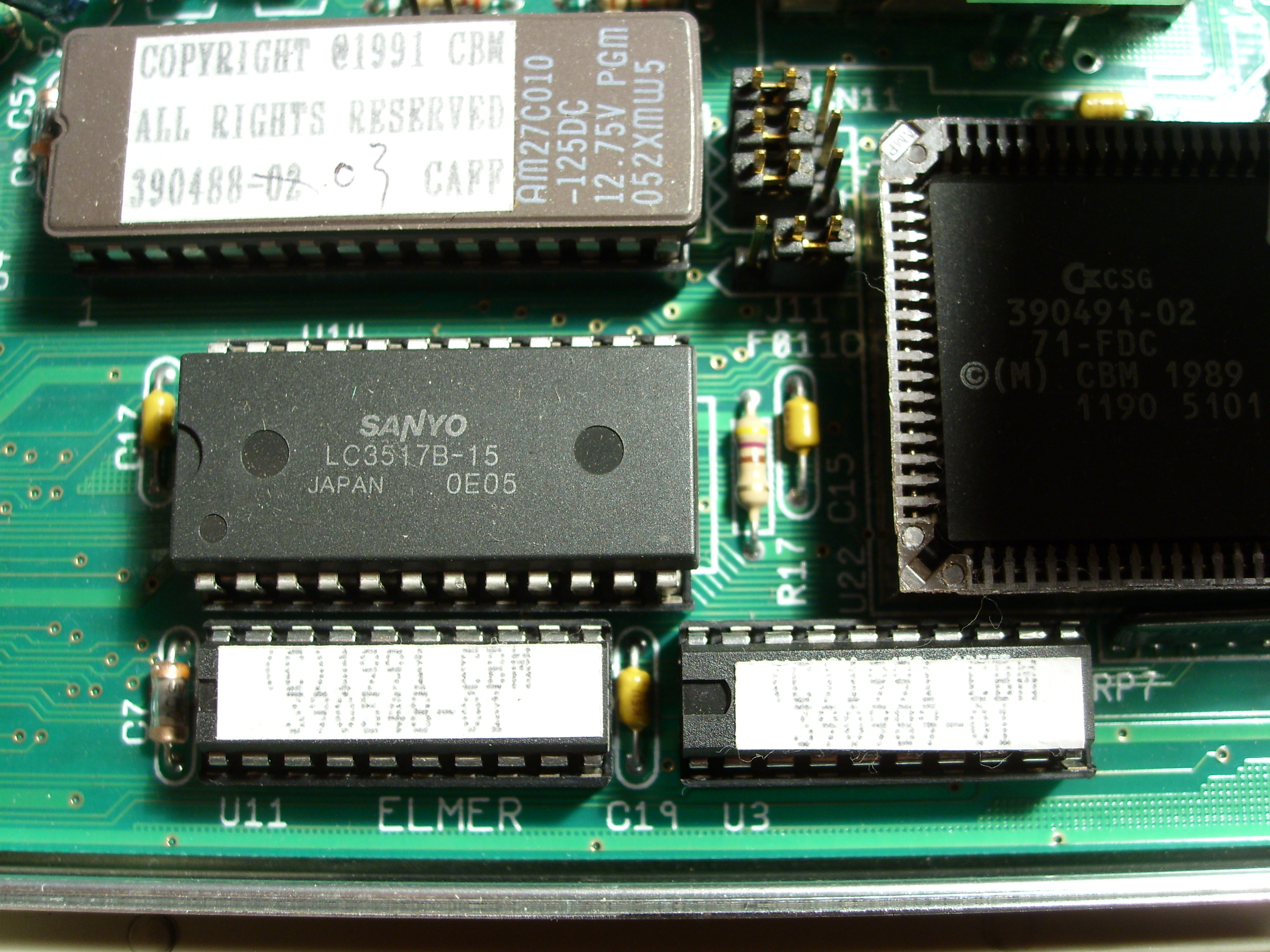
Elmer
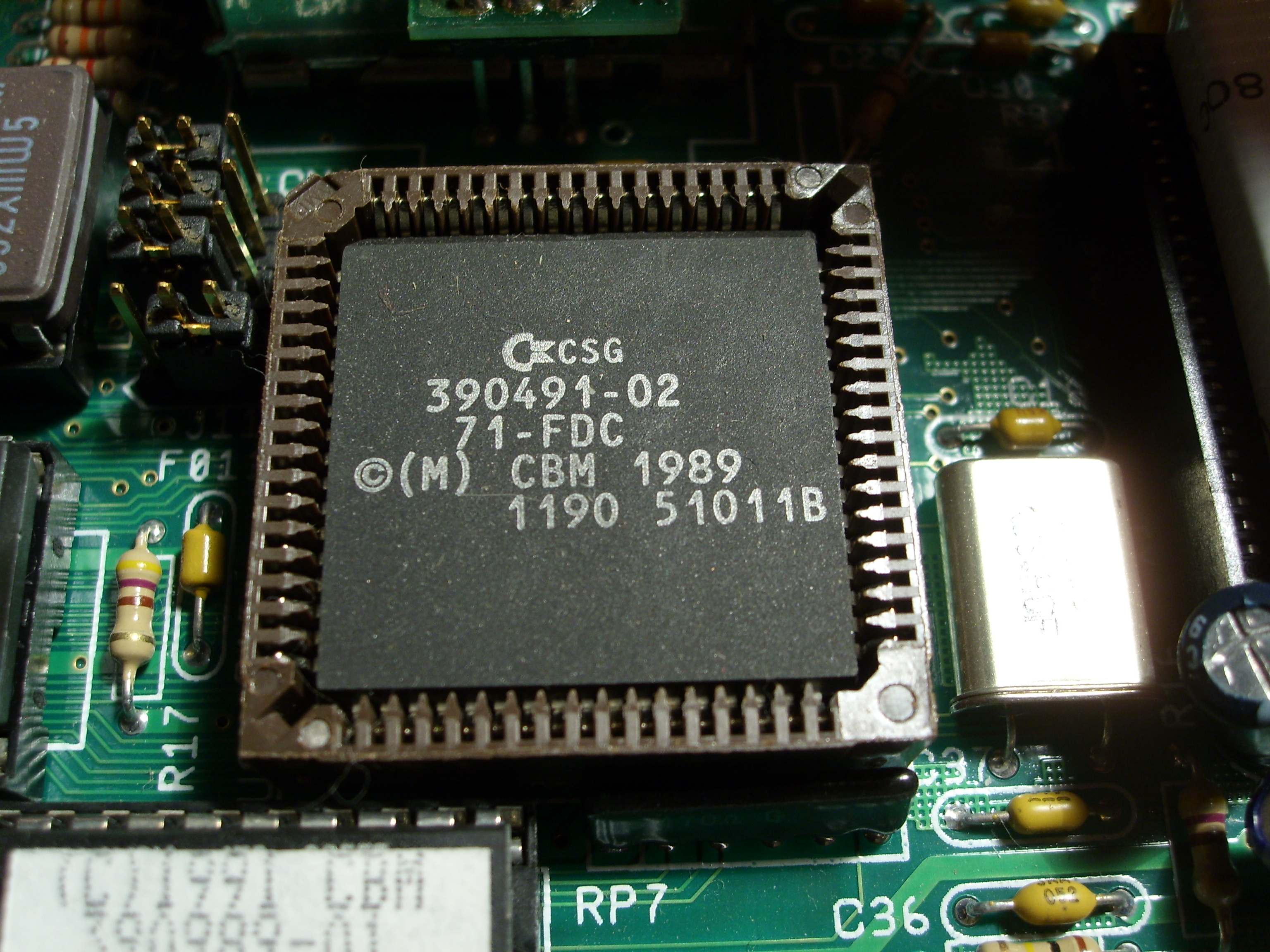
FloppyDiskController

Ein weiteres Highlight ist ein UART mit programmierbarem Baudratengenerator, welcher beliebige Datenraten bis hin zur MIDI-Rate erreichen kann. Dies sollte den C65 befähigen, Modems mit hohen Datenraten zu betreiben und ihn direkt als Sequenzer oder Instrument in einem MIDI-Setup verwenden zu können.

### Software
Native C65-Programme gibt es so gut wie keine. Ähnlich wie der C128 sollte der C65 aber zum C64 voll kompatibel sein. Dies gelang jedoch nur teilweise, und nur etwa 60–70 % der C64-Programme sind auf dem C65 lauffähig. Das liegt daran, dass im Unterschied zum C128, welcher einen vollwertigen C64 in sich enthält, beim C65 ein C64 quasi auf ein und derselben Hardware emuliert wird. Probleme bereiten vor allem Spiele und Demos, die exzessiven Gebrauch von geläufigen Programmiertricks des C64 machen. Dafür können die meisten der neuen Fähigkeiten des C65 auch im C64-Modus genutzt werden. Außerdem steht ebenfalls wie schon beim C128 ein Maschinensprache-Monitor zur Verfügung. Zwischen den einzelnen Betriebsmodi (C65, C64, Monitor) kann jederzeit gewechselt werden, ohne einen Neustart auszuführen. Der eingebaute BASIC-Interpreter des C65-Modus trägt die Version V10.0.
Es gibt eine Handvoll kleiner Demoprogramme, welche nativ auf dem C65 laufen und die für die damalige Zeit fortschrittlichen Grafikfähigkeiten demonstrieren.

### ROM
Das ROM enthält in seinen 128 KB BASIC 2.2, BASIC 10.0, DOS und einen Monitor. Es wird jeweils bei Bedarf per Bankswitching der entsprechende Speicherbereich im Kernal eingeblendet.

### BASIC
Das Commodore BASIC basiert von jeher auf dem ersten BASIC-Interpreter von Microsoft aus dem Jahr 1977. Der C64 verfügte über die Version 2.0. Diese ist leicht angepasst als BASIC 2.2 im C65 enthalten (die Datasette-Routinen wurden mangels Anschlussmöglichkeit gelöscht, als Standard-Laufwerk war stattdessen das interne 3,5″ Floppylaufwerk festgelegt). Es ist mit 20 KB im 128 KB großen ROM des C65 enthalten. Zwar klingt das im C65 implementierte BASIC 10.0 aufgrund der Versionsnummer nach einer erheblich erweiterten Version, doch wurden nie alle Befehle implementiert, und so weist der Befehlssatz funktionell große Lücken auf.
BASIC 10.0 hat viele Gemeinsamkeiten mit BASIC 7.0 auf dem C128. Zusätzlich gibt es noch eine Reihe neuer interessanter Befehle:
```
GENLOCK      (Videosynchronisation)
MOUSE/RMOUSE (Maus)
TYPE         (Zeigt eine sequentielle Datei auf dem Bildschirm an)
FIND/CHANGE  (Suchen und Ersetzen in Strings)
FRE(0|1|2)   (zeigt den freien Speicher der jeweiligen Bank an)
PALETTE      (Farbdefinition)
DMA          (unklar, DMA-Operationen)
```

Folgende Befehle geben einen ?UNIMPLEMENTED COMMAND ERROR aus:
```
PAINT
PASTE
CUT
LOCATE
SCALE
WIDTH
QUIT
OFF
SET
VIEWPORT
```

Wie bei BASIC 7.0 sind die Funktionstasten programmierbar. Belegt sind sie standardmäßig wie folgt:
```
F1:   Umschaltung 40/80 Spalten
F2:   löscht alles unterhalb des Cursors
F3:   schreibt 
DIR
 an die Position des Cursors
F4:   schreibt 
DIR „*=PRG“
 an die Position des Cursors
F5:   setzt den Cursor an den Anfang des vorherigen Wortes
F6:   schreibt 
KEY 6
 an die Position des Cursors (vermutlich noch nicht implementiert)
F7:   setzt den Cursor an den Anfang des nächsten Wortes
F8:   schreibt 
MONITOR
 an die Position des Cursors
HELP: schreibt 
HELP
 an die Position des Cursors
```

### Grafik
Die Grafik ist vergleichbar mit den Leistungen des ersten Amiga. Neuheit ist der CSG 4567 Grafikprozessor, auch bekannt unter dem Namen „Bill“ oder „VIC III“, mit integrierter MMU. Der Chip kann 256 Farben in 16 Helligkeitsabstufungen darstellen. Das ergibt eine Palette von 4096 verschiedenen Farben, von denen jedoch nur 256 gleichzeitig dargestellt werden können. Die MMU lässt sich in einer ähnlichen Weise wie der Amiga Blitter separat und autark programmieren. Der Blitter selber ist im DMA-Controller „DMAgic“ integriert. Hiermit ergeben sich seinerzeit einzigartige Möglichkeiten in der Programmierung von dynamischen Grafik- und Farbeffekten. Die Auflösung kann bis zu 1280 × 400 Pixel (interlaced) betragen. Die Darstellung von 256 Farben bei 320 × 200 Pixel war einem damals modernen PC ebenbürtig. Selbst der Amiga konnte im Normalmodus nur 16 bzw. 32 Farben darstellen. Die Anzeige kann über einen eingebauten HF-Modulator oder einen Composite-Ausgang auf einen Fernseher ausgegeben werden. Für besser auflösende Monitore steht ein RGB-Ausgang zur Verfügung, was eine wesentlich höhere Bildqualität verspricht.
Bei der Übersetzung der komplizierten Adressierung von Koordinaten im Grafikspeicher hilft ein Display Adress Translator (DAT).
Grafikmodi:
|                          | Progressive | Interlaced |
| ------------------------ | ----------- | ---------- |
| 256 Farben (8 Bitplanes) | 320 × 200   | 320 × 400  |
| 16 Farben (4 Bitplanes)  | 640 × 200   | 640 × 400  |
| 4 Farben (2 Bitplanes)   | 1280 × 200  | 1280 × 400 |

### Sound
Auch die Tonausgabe wurde verbessert. Man spendierte dem C65 gleich zwei SIDs mit je drei, also insgesamt sechs unabhängigen Stimmen. Bei den Prototypen war jedoch keine Zweikanaltechnik (Stereo) vorgesehen – die Signale wurden intern zu einem gemischt.

### DOS
Im Gegensatz zu den meisten bisherigen 8-Bit-Computern von Commodore verfügt der C65 über ein vollständiges DOS, über welches die eingebaute 3,5″-Floppy gesteuert wird. Das Laufwerk ist kompatibel zur VC1581 und deren MFM-Format. Die Disketten haben eine Speicherkapazität von 880 KB. Da dieses Format jedoch bei den damaligen C64-Besitzern nicht sehr verbreitet war, verfügt der C65 auch zusätzlich über den schon bekannten seriellen Port für Commodore-Floppys. Hierüber kann auch eine VC1541, wie sie für den C64 Verwendung findet, am C65 betrieben werden.
Der Programmierer des C65 Betriebssystems Dennis Jarvis verwendete das DOS der alten Commodore-Laufwerke mit IEEE-488-Anschluss als Basis für das DOS des C65. Es kann nur mit zwei Laufwerken umgehen, das interne mitgezählt. Der F011-Controller für Laufwerke kann bis zu sieben externe Laufwerke ansprechen, die dazu je einen IC namens F016 (CSG 4101) enthalten müssen. Da die geplante externe 1565, ein Zusatzlaufwerk für den F011 „Fast Serial“-Port keine weitere Anschlüsse aufweist, ist davon auszugehen, dass der C65 maximal ein externes Laufwerk ansprechen können sollte.

### Schnittstellen
Der C65 verfügt über die üblichen Schnittstellen des C64, zusätzlich existiert ein DMA-Port für die Speichererweiterung. Letztere wird genau wie beim Amiga 500 über eine Klappe im Boden von unten auf die Platine aufgesteckt. Das eingebaute Diskettenlaufwerk ist über einen „Fast Serial“ genannten Port angebunden, serielle Laufwerke von Commodore können über den üblichen IEC-Port angeschlossen werden. Außerdem wurde ein Stecker für ein Genlock vorgesehen. Nur der Port für die Datasette des C64 ist nicht mehr vorhanden, und dem Userport fehlt die 9 Volt Wechselspannung, was zu Problemen mit einigen Erweiterungen führen könnte. Der Expansionsport ist 50-polig und identisch mit jenem des C16. Ein spezieller Adapter, das sogenannte „Widget“-Board, stellte den üblichen 44-poligen C64-Expansion-Port zur Verfügung, womit einfache Spiele und Programm-Module abgespielt werden konnten. Spezielle Erweiterungen wie Freezer waren allerdings nicht lauffähig.

## Dokumentation
Ein Handbuch existiert nicht, lediglich einige Unterlagen aus der Entwicklung mit technischen Beschreibungen („C65 Technical Specification“).

## Markt
Der Preis sollte zur Markteinführung etwa zwischen dem des C64 (≈300 DM/≈150 Euro) und dem des Amiga 500 (≈1000 DM/≈500 Euro) liegen. Die Prototypen wurden dann für um die 600 DM (≈300 Euro) abverkauft.
Obwohl es kaum Software gibt, die direkt für den C65 geschrieben worden war und es sich um veraltete Prototypen mit einem keinesfalls kompletten Funktionsumfang handelt, werden heute hohe und stetig steigende Sammlerpreise für einen C65 gezahlt: Während im Dezember 2009 ein funktionsbereiter C65 im Online-Auktionshaus eBay noch einen Verkaufspreis von 6.060 € erzielte, wurde ein Gerät mit fehlenden Bausteinen im Oktober 2011 über dieselbe Plattform für über 20.100 USD verkauft. Im April 2013 wurde auf eBay ein C65 für 17.827 € verkauft. Die meisten Eigentümer eines C65 sind Sammler und viele sogar namentlich in der Szene bekannt. Am 15. Februar 2015 wurde wieder ein C65 auf eBay verkauft für 20.050 € und am 18. Oktober 2015 erreichte ein leicht zerkratztes Exemplar sogar 22.827 €. Ein funktionierendes Exemplar mit der Seriennummer 000004 wurde am 6. November 2016 auf eBay für 15.605 € verkauft. Am 24. April 2022 wurde ein Gerät auf derselben Plattform für 47.105 Euro versteigert. Den vorläufigen Höchststand markierte eine Auktion eines weiteren voll funktionsfähigen C65-Prototypen mit Speichererweiterung (Seriennummer 000016), welche am 8. November 2017 mit einem Höchstgebot von 81.450 Euro endete.

## Emulation
Der C65 kann vom MESS-Emulator und Hi65 emuliert werden.

## Klone
Am 22. April 2015 kündigte das Museum of Electronic Games & Art in einem Blogpost an, dass man unter dem Namen „Mega65“ aktuell an einem Klon des Commodore 65 arbeite. Das seit Oktober 2021 vorbestellbare Gerät verfügt über mehrere FPGA-Chips, darunter ein Xilinx Artix A7 200T sowie ein MAX 10 FPGA. Programmiert werden diese FPGA-Chips mit den logischen Schaltungen u. a. einer CPU des Typs CSG 65CE02, eines Grafikchips des Typs CSG 4569 sowie zweier Soundchips des Typs MOS Technology SID. Die Auslieferung der ersten Seriengeräte erfolgte im Mai 2022.